# Plaka
La Plaka è uno dei più antichi e caratteristici quartieri di Atene, non solo perché si estende proprio ai piedi dell'Acropoli, ma anche perché tra le sue strette vie si concentrano le tradizionali taverne, i ristoranti, gli animati caffè, gli innumerevoli negozietti di souvenir.
Il corso principale della Plaka è Odos Adrianou, che si snoda proprio nel cuore del quartiere ed è diventato, insieme alle vie attorno, il più caratteristico centro del cuore di Atene ad alta intensità turistica.
La Plaka è apprezzata dai turisti anche perché si possono scoprire scorci dell'Atene antica e moderna ma comunque lontani dal caos della metropoli.

## Nome
Il nome "Plaka" non era in uso fino a dopo la guerra d'indipendenza greca. Invece, gli ateniesi di quel tempo si riferivano alla zona con vari nomi come Alikokou, Kontito, Kandili, o con i nomi delle chiese locali. Il nome Plaka divenne comunemente in uso nei primi anni del governo del re Ottone. L'origine del nome è incerta: si è teorizzato che derivi dall'arvanita "Pliak Athena", che significa "Vecchia Atene", dall'albanese plak 'vecchio', o dalla presenza di una targa (in greco πλάκα?, plaka) che un tempo segnava il suo incrocio centrale.
Plaka si trova sul versante nord-est dell'Acropoli, tra Syntagma e piazza Monastiraki. Adrianou Street (che corre a nord e a sud) è la strada più grande e centrale di Plaka e la divide in due aree: il livello superiore, - Ano Plaka - situato proprio sotto l'Acropoli e il livello inferiore - Kato Plaka - situato tra Syntagma e Monastiraki.

## Storia
La Plaka si è sviluppata principalmente intorno alle rovine dell'antica Agorà di Atene in un'area che è stata continuamente abitata fin dall'antichità. Durante gli anni del dominio ottomano, Plaka era conosciuta come il "quartiere turco di Atene", e la sede del Voivoda (governatore) turco. Durante la guerra d'indipendenza greca, la Plaka, come il resto di Atene, fu temporaneamente abbandonata dai suoi abitanti a causa delle gravi battaglie che ebbero luogo nel 1826. L'area fu ripopolata durante i primi anni del governo del re Ottone. La Plaka ebbe una considerevole comunità arvanita fino alla fine del XIX secolo, il che portò alcuni a riferirsi ad essa come il quartiere arvanita di Atene. Nello stesso periodo il quartiere di Anafiotica, caratterizzato dalla tradizionale architettura cicladica, fu costruito da coloni provenienti dall'isola egea di Anafi.
Nel 1884 un incendio bruciò gran parte del quartiere che diede l'opportunità agli archeologi di condurre scavi nel Agorà romana e nella biblioteca di Adriano. Gli scavi hanno avuto luogo ininterrottamente dal XIX secolo.